# Studio JG
Studio JG – polskie wydawnictwo specjalizujące się w wydawaniu komiksów japońskich i mangowej twórczości polskich rysowników. Publikowało także magazyn „Otaku”, poświęcony zagadnieniom związanym z japońską popkulturą. Wydawnictwo powstało w lipcu 2006 w Warszawie. 27 lipca 2009 studio stworzyło oficjalny sklep internetowy Yatta.pl, specjalizujący się w sprzedaży mang, gadżetów, japońskich słodyczy, a z czasem też komiksów zachodnich. Obecnie Yatta.pl jest największym w Polsce dystrybutorem komiksów japońskich i posiada liczne sklepy stacjonarne w całym kraju.
W marcu 2015 pod szyldem wydawnictwa powstał imprint Osiem Macek, specjalizujący się w tytułach dla dorosłych czytelników, które nie pasują do oferty wydawniczej Studia JG. Pierwszą jego publikacją w Polsce była komedia ecchi Monster Musume. Od tamtej pory imprint stopniowo poszerza swoją ofertę wydawniczą.

## Polityka wydawnicza
W pierwszym okresie działalności wydawnictwo Studio JG specjalizowało się w wydawaniu inspirowanych mangą komiksów polskich twórców – komiksy te przyjmowały dwie formy: tomików (od 160 str.) oraz zeszytów (ok. 60 str). W większości miału format A5 (niektóre B5), ukazywały się nieregularnie na większych konwentach. Drukowane były w czerni i bieli w systemie print on demand, dlatego wydawnictwo nie przewidywało przerwania dystrybucji z powodu braków nakładowych. Od połowy 2012 roku serie polskich rysowników zostały w większości zawieszone i nie są już dostępne na rynku.
Wiele wczesnych pozycji wydawnictwa to były nieautoryzwane pariodie bardziej znanych serii (dōjinshi - np. manga Akatsukiss).
W trzecim kwartale 2009 roku doszło do zmiany polityki wydawniczej wydawnictwa – nacisk położono jest na publikacje oryginalnych tytułów japońskich wydawców. Studio JG stale współpracuje i publikuje mangi wydawnictw: Gentōsha, Mag Garden, dawniej także Tokyopop.
Na początku 2011 roku spowolnieniu uległa regularność publikacji komiksów w związku z problemami licencyjnymi związanymi z ogłoszeniem upadłości przez amerykańską filię wydawnictwa Tokyopop oraz problemy związane z trzęsieniem ziemi u wybrzeży Honsiu. Sytuacja wróciła do normy w październiku 2011 roku wraz z publikacją komiksów The Innocent oraz Alicja w Krainie Serc.
Oprócz komiksów wydawany był także miesięcznik „Otaku”, a także w założeniu mający się ukazywać kwartalnie „Otaku Max Manga” oraz publikacje okazyjne: albumy, artbooki, roczniki.
Od sierpnia 2019 wydawnictwo oferuje zakup swoich publikacji w formie cyfrowej za pośrednictwem aplikacji YattaReader dostępnej na systemach Android i iOS oraz w serwisie reader.yatta.pl.
Od 2020 oficjalny sklep wydawnictwa organizuje cykliczne eventy związane z premierami nowych tytułów. Są to Letni, Wiosenny i Jesienny Festiwal Mangowy, podczas którego prenumeratorzy nowych serii otrzymują limitowane karty o numerach seryjnych z podpisami autorów i hologramem. Klienci sklepów sieci Yatta.pl mogą liczyć też na inne gratisy i prezenty oraz trwające w tym czasie konkursy artystyczne. Pierwszy festiwal odbył się 10 lipca 2020 w trakcie trwania globalnej pandemii COVID-19 i wiązał się z odwołaniem corocznie organizowanego w Poznaniu Festiwalu Fantastyki Pyrkon.

## Wydane tytuły

### Mangi

#### Serie kontynuowane
| Polski tytuł | Tytuł oryginału (japoński) | Autorzy                                                         | Data 1. wydania 1. tomu | Data 1. wydania ostatniego tomu | Liczba tomów wydanych w Polsce | Liczba tomów wydanych w Japonii | Uwagi |
| --- | --- | --------------------------------------------------------------- | ----------------------- | ------------------------------- | ------------------------------ | ------------------------------- | --- |
| 100 rzeczy do zrobienia zanim zostanę zombie (jap. ゾン100 ～ゾンビになるまでにしたい100のこと～ Zon 100 ~ Zonbi ni naru made ni shitai 100 no koto ~) | 100 rzeczy do zrobienia zanim zostanę zombie (jap. ゾン100 ～ゾンビになるまでにしたい100のこと～ Zon 100 ~ Zonbi ni naru made ni shitai 100 no koto ~) | - scenariusz: Haro Asō - rysunki: Kotaro Takata                 | 21 października 2022    |                                 | 7+                             | 16+                             | pierwszy tom komiksu wydany w Polsce w ramach Jesiennego Festiwalu Mangowego 2022 |
| Acid Town | アシッド タウン ACID TOWN | Kyuugou                                                         | 13 lutego 2014          |                                 | 5+                             | 6                               | komiks 18+ |
| After God | アフターゴッド (Afutā goddo) | Sumi Eno                                                        | 10 grudnia 2021         |                                 | 1                              | 8+                              | |
| Alice in Borderland | 今際の国のアリス (Imawa no Kuni no Alice) | Haro Aso                                                        | 3 listopada 2023        |                                 | 2+                             | 18                              | pierwszy tom komiksu wydany w Polsce w ramach Jesiennego Festiwalu Mangowego 2023 wydanie 2w1 |
| Bakemonogatari | 化物語 (Bakemonogatari) | - scenariusz: NISIO, ISIN - rysunki: Oh! Great                  | 16 maja 2019            |                                 | 11+                            | 22                              | |
| Beastars | BEASTARS | Paru Itagaki                                                    | 23 października 2020    |                                 | 17+                            | 22                              | seria zakończona w Japonii na 22 tomach |
| Beztroskie dni | 虹色デイズ (Nijiiro Days) | Minami Mizuno                                                   | 24 maja 2021            |                                 | 13+                            | 16                              | pierwszy tom komiksu wydany w Polsce w ramach Wiosennego Festiwalu Mangowego 2021 seria zakończona w Japonii na 16 tomach                                                                            |
| Black Clover | ブラッククローバー (Burakku Kurobā) | Yuuki Tabata                                                    | 12 maja 2023            |                                 | 5+                             | 36+                             | pierwszy tom komiksu wydany w Polsce w ramach Wiosennego Festiwalu Mangowego 2023 |
| Cicha piosenka o miłości | ささやくように恋を唄う (Sasayaku Yō ni Koi wo Utau) | Eku Takeshima                                                   | 26 kwietnia 2021        |                                 | 7+                             | 9+                              | pierwszy tom komiksu wydany w Polsce w ramach Wiosennego Festiwalu Mangowego 2021 |
| Dandadan | ダンダダン (Dandadan) | Yukinobu Tatsu                                                  | 12 maja 2023            |                                 | 5+                             | 14+                             | pierwszy tom komiksu wydany w Polsce w ramach Wiosennego Festiwalu Mangowego 2023 |
| Dorohedoro | ドロヘドロ (Dorohedoro) | Q Hayashida                                                     | 6 maja 2022             |                                 | 11+                            | 23                              | seria zakończona w Japonii na 23 tomach |
| Fairy Tail | FAIRY TAIL | Hiro Mashima                                                    | 8 kwietnia 2016         |                                 | 45+                            | 63                              | seria zakończona w Japonii na 63 tomach |
| Frieren. U kresu drogi | 葬送のフリーレン (Sōsō no Frieren) | - scenariusz: Kanehito Yamada - rysunki: Tsukasa Abe            | 12 maja 2023            |                                 | 6+                             | 12+                             | pierwszy tom komiksu wydany w Polsce w ramach Wiosennego Festiwalu Mangowego 2023 |
| Gachiakuta | ガチアクタ (Gachiakuta) | Kei Urana                                                       | 3 listopada 2023        |                                 | 3+                             | 10+                             | pierwszy tom komiksu wydany w Polsce w ramach Jesiennego Festiwalu Mangowego 2023 |
| Gannibal | ガンニバル (Gannibaru) | Masaaki Ninomiya                                                | 3 listopada 2023        |                                 | 3+                             | 13                              | pierwszy tom komiksu wydany w Polsce w ramach Jesiennego Festiwalu Mangowego 2023 |
| Gdy zapada zmrok | 夜になると僕は (Yoru ni naru to Boku wa) | - scenariusz: Yu Masuko - rysunki: Kakeru Ninomae               | 3 listopada 2023        |                                 | 3+                             | 4                               | pierwszy tom komiksu wydany w Polsce w ramach Jesiennego Festiwalu Mangowego 2023 |
| Goblin Slayer | ゴブリンスレイヤー (GOBLIN SLAYER) | - rysunki: Kousuke Kurose - projekty postaci: Noboru Kannatsuki | 20 maja 2018            |                                 | 12+                            | 15+                             | manga na podstawie light novel o tym samym tytule autorstwa Kumo Kagyuu komiks 18+ pod imprintem Osiem Macek                                                                                         |
| Grand Blue | ぐらんぶる (Guranburu) | - scenariusz: Kenji Inoue - rysunki: Kimitake Yoshioka          | 27 lipca 2020           |                                 | 17+                            | 22+                             | |
| Haikyu!! | ハイキュー！！(Haikyū!!) | Haruichi Furudate                                               | 6 maja 2022             |                                 | 10+                            | 45                              | seria zakończona w Japonii na 45 tomach |
| Hanako, duch ze szkolnej toalety | 地縛少年 花子くん (Jibaku Shōnen Hanako-kun) | - scenariusz: Iro - rysunki: Aida                               | 23 października 2020    |                                 | 18+                            | 22+                             | |
| Hetalia - World Stars | ヘタリア World☆Stars (Hetaria World☆Stars) | Himaruya Hidekaz                                                | 17 maja 2019            |                                 | 6+                             | 8+                              | kontynuacja mangi Axis Powers Hetalia tego samego autora |
| Hirano i Kagiura | 平野と鍵浦 (Hirano to Kagiura) | Shou Harusono                                                   | 12 maja 2023            |                                 | 4+                             | 4+                              | pierwszy tom komiksu wydany w Polsce w ramach Wiosennego Festiwalu Mangowego 2023 spin-off do serii Sasaki i Miyano                                                                                  |
| Iruma w szkole demonów | 魔入りました！入間くん (Mairimashita! Iruma-kun) | Osamu Nishi                                                     | 5 listopada 2019        |                                 | 19+                            | 37+                             | |
| Kaiju No.8 | 怪獣８号 (Kaijū 8-gō) | Naoya Matsumoto                                                 | 8 listopada 2021        |                                 | 9+                             | 12                              | |
| Kemono Jihen. Niesamowite zdarzenia | 怪物事変 (Kemono Jihen) | Shou Aimoto                                                     | 8 listopada 2021        |                                 | 11+                            | 20                              | |
| Księga przyjaciół Natsume | 夏目友人帳 (Natsume Yūjinchō) | Yuki Midorikawa                                                 | 28 września 2018        |                                 | 28+                            | 30+                             | |
| Loveless | LOVELESS | Yun Kouga                                                       | 11 lipca 2014           |                                 | 13+                            | 13+                             | |
| Love of Kill | 殺し愛 (Koroshi Ai) | Fe                                                              | 21 października 2022    |                                 | 8+                             | 13                              | pierwszy tom komiksu wydany w Polsce w ramach Jesiennego Festiwalu Mangowego 2022 |
| Łowca dusz | 封神演義 (Hōshin Engi) | Ryu Fujisaki                                                    | 8 listopada 2021        |                                 | 10+                            | 23                              | seria zakończona w Japonii na 18 tomach |
| Łowcy smoków | 空挺ドラゴンズ (Kūtei Doragonzu) | Taku Kuwabara                                                   | 23 października 2020    |                                 | 12+                            | 16+                             | polskie wydanie ukazało się w dwóch wersjach: miękkiej i twardej oprawie |
| Mashle (jap. マッシュル-MASHLE- Masshuru-MASHLE-) | Mashle (jap. マッシュル-MASHLE- Masshuru-MASHLE-) | Hajime Kōmoto                                                   | 6 maja 2022             |                                 | 9+                             | 18                              | |
| Mieruko-chan. Dziewczyna, która widzi więcej | 見える子ちゃん (Mieruko-chan) | Tomoki Izumi                                                    | 6 maja 2022             |                                 | 8+                             | 10+                             | |
| Miłość to wojna (jap. かぐや様は告らせたい ～天才たちの恋愛頭脳戦～ Kaguya-sama wa kokurasetai: tensai-tachi no ren’ai zunōsen)                        | Miłość to wojna (jap. かぐや様は告らせたい ～天才たちの恋愛頭脳戦～ Kaguya-sama wa kokurasetai: tensai-tachi no ren’ai zunōsen)                        | Aka Akasaka                                                     | 17 lipca 2020           |                                 | 18+                            | 28                              | |
| Moja gwiazda (jap. 【推しの子】 Oshi no ko) | Moja gwiazda (jap. 【推しの子】 Oshi no ko) | - scenariusz: Aka Akasaka - rysunki: Mengo Yokoyari             | 21 października 2022    |                                 | 8+                             | 16                              | pierwszy tom komiksu wydany w Polsce w ramach Jesiennego Festiwalu Mangowego 2022 |
| Monster Musume | モンスター娘のいる日常 (Monster Musume no Iru Nichijō)                                                                                                 | Takemaru Inui                                                   | 8 sierpnia 2015         |                                 | 16+                            | 19+                             | komiks 18+ pod imprintem Osiem Macek |
| Morderca w mojej głowie | 親愛なる僕へ殺意をこめて (Shinai naru Boku e Satsui wo Komete)                                                                                         | - scenariusz: Hajime Inoryu - rysunki: Shouta Itou              | 21 października 2022    |                                 | 9+                             | 11                              | pierwszy tom komiksu wydany w Polsce w ramach Jesiennego Festiwalu Mangowego 2022 |
| Niech śmierć nas rozdzieli | 来世は他人がいい (Raise wa Tanin ga Ii) | Asuka Konishi                                                   | 12 maja 2023            |                                 | 5+                             | 8+                              | pierwszy tom komiksu wydany w Polsce w ramach Wiosennego Festiwalu Mangowego 2023 |
| Nie drocz się ze mną, Nagatoro! | イジらないで、長瀞さん (Ijiranaide, Nagatoro-san) | Nanashi                                                         | 8 listopada 2021        |                                 | 12+                            | 19+                             | |
| Nieznajomy pośród wiatru | 春風のエトランゼ (Harukaze no Étranger) | Kanna Kii                                                       | 20 maja 2018            |                                 | 4+                             | 5+                              | komiks 18+ |
| Noragami | ノラガミ (Noragami) | Adachitoka                                                      | 26 października 2015    |                                 | 25+                            | 27                              | manga tworzona przez duet rysowniczek: Adachi (odpowiedzialna za rysunki na pierwszym planie) i Tokashiki (odpowiedzialna za rysunki tła)                                                            |
| Noragami. Bezpańskie opowieści | ノラガミ 拾遺集 (Noragami: Shūishū) | Adachitoka                                                      | 2 grudnia 2019          |                                 | 1+                             | 3                               | zbiór historii pobocznych do głównej serii Noragami |
| Oblubienica czarnoksiężnika | 魔法使いの嫁 (Mahōtsukai no Yome) | Kore Yamazaki                                                   | 26 marca 2015           |                                 | 16+                            | 20+                             | |
| OMG! Mój kumpel z gry online okazał się moim potwornym szefem!!!                                                                                       | オンラインゲーム仲間とサシオフしたら職場の鬼上司が来た (Online Game Nakama to Sashi Ofushitara Shokuba no Onijōshi ga Kita)                            | Nmura                                                           | 29 marca 2022           |                                 | 2+                             | 3                               | pierwszy tom polskiego wydania wypuszczony jako komiks 2w1 (w momencie jego publikacji w Polsce seria miała w Japonii status zakończonej)                                                            |
| Opowieść panny młodej | 乙嫁語り (Otoyomegatari) | Kaoru Mori                                                      | 20 czerwca 2013         |                                 | 13+                            | 14                              | wydanie w twardej oprawie |
| Overlord | オーバーロード (OVERLORD) | Fugin Miyama                                                    | 20 maja 2018            |                                 | 15+                            | 19+                             | manga oparta na light novel o tym samym tytule scenariusza Kugane Maruyamy z ilustracjami so-bin |
| Pan Złol ma dziś wolne | 休日のわるものさん(Kyūjitsu no Warumono-san) | Yuu Morikawa                                                    | 3 listopada 2023        |                                 | 3+                             | 12                              | pierwszy tom komiksu wydany w Polsce w ramach Jesiennego Festiwalu Mangowego 2023 |
| Pochi Kuro | ポチクロ (Pochikuro) | Naoya Matsumoto                                                 | 3 listopada 2023        |                                 | 3+                             | 4                               | pierwszy tom komiksu wydany w Polsce w ramach Jesiennego Festiwalu Mangowego 2023 |
| Potworna słodycz | 乙女怪獣キャラメリゼ (Otome Kaiju Kyaramerize) | Spica Aoki                                                      | 21 października 2022    |                                 | 6+                             | 7+                              | pierwszy tom komiksu wydany w Polsce w ramach Jesiennego Festiwalu Mangowego 2022 |
| Projekt: cosplay | その着せ替え人形は恋をする (Sono Bisque Doll wa Koi o Suru)                                                                                            | Shinichi Fukuda                                                 | 6 maja 2021             |                                 | 11+                            | 12+                             | pierwszy tom komiksu wydany w Polsce w ramach Wiosennego Festiwalu Mangowego 2021 |
| Ragna Crimson | ラグナクリムゾン (Raguna Kurimuzon) | Daiki Kobayashi                                                 | 6 maja 2022             |                                 | 7+                             | 13+                             | |
| Sakamoto Days | SAKAMOTO DAYS | Yuuto Suzuki                                                    | 21 października 2022    |                                 | 8+                             | 16+                             | pierwszy tom komiksu wydany w Polsce w ramach Jesiennego Festiwalu Mangowego 2022 |
| Sasaki i Miyano | 佐々木と宮野 (Sasaki to Miyano) | Shou Harusono                                                   | 6 maja 2022             |                                 | 9+                             | 10+                             | |
| Servamp | SERVAMP -サーヴァンプ- | Strike Tanaka                                                   | 2 czerwca 2015          |                                 | 18+                            | 21+                             | |
| Seven Deadly Sins | 七つの大罪 (Nanatsu no Taizai) | Nakaba Suzuki                                                   | 26 kwietnia 2019        |                                 | 28+                            | 41                              | seria zakończona w Japonii na 41 tomach |
| Shaman King | シャーマンキング (Shaman King) | Hiroyuki Takei                                                  | 12 maja 2021            |                                 | 14+                            | 32                              | pierwszy tom komiksu wydany w Polsce w ramach Wiosennego Festiwalu Mangowego 2021 seria zakończona w Japonii na 32 tomach Seria ma różnych wydawców w Japonii. Nowy wydawca od 2018 kontynuuje serie |
| Sherlock | SHERLOCK | - scenariusz: Steven Moffat, Mark Gatiss - rysunki: Jay.        | 1 października 2016     |                                 | 5+                             | 5+                              | mangowa adaptacja serialu Sherlock emitowanego przez BBC One seria zakończona w Japonii na 5 tomach                                                                                                  |
| Shirayuki. Śnieżka o czerwonych włosach | 赤髪の白雪姫 (Akagami no Shirayuki-hime) | Sorata Akizuki                                                  | 16 października 2018    |                                 | 25+                            | 26+                             | |
| Szlakiem chmur na północny zachód | 北北西に曇と往け (Hokuhokusei ni Kumo to Ike) | Aki Irie                                                        | 17 lipca 2020           |                                 | 6+                             | 6+                              | |
| Tęczowy świat BL vs ostatni hetero | 絶対BLになる世界VS絶対BLになりたくない男 (Zettai BL ni Naru Sekai vs Zettai BL ni Naritakunai Otoko)                                                   | Konkichi                                                        | 27 sierpnia 2021        |                                 | 3+                             | 4+                              | |
| Tokijskie singielki i ich tęgie rozkminy | 東京タラレバ娘 (Tōkyō Tarareba Musume) | Akiko Higashimura                                               | 21 października 2022    |                                 | 6+                             | 9                               | pierwszy tom komiksu wydany w Polsce w ramach Jesiennego Festiwalu Mangowego 2022 seria zakończona w Japonii na 9 tomach                                                                             |
| Tokyo Aliens | 東京エイリアンズ (Tōkyō Eirianzu) | NAOE                                                            | 12 maja 2023            |                                 | 5+                             | 8                               | pierwszy tom komiksu wydany w Polsce w ramach Wiosennego Festiwalu Mangowego 2023 |
| Toradora! | とらドラ！ (Toradora!) | Zekkyou                                                         | 4 września 2013         |                                 | 10+                            | 11                              | manga oparta na light novel o tym samym tytule scenariusza Yuyuko Takemiyi z ilustracjami Yasu |
| Unbreakable Machine-Doll | 機巧少女は傷つかない (Machine-Doll wa Kizutsukanai) | Hakaru Takagi                                                   | 24 października 2014    |                                 | 9+                             | 17                              | |
| Wielki Strażnik Biblioteki | 図書館の大魔術師 (Toshokan no Daimajutsushi) | Mitsu Izumi                                                     | 27 lipca 2020           |                                 | 5+                             | 7+                              | |
| Wind Breaker | WIND BREAKER | Satoru Nii                                                      | 3 listopada 2023        |                                 | 4+                             | 17+                             | pierwszy tom komiksu wydany w Polsce w ramach Jesiennego Festiwalu Mangowego 2023 |
| Yakuza w fartuszku. Kodeks perfekcyjnego pana domu | 極主夫道 (Gokushufudō) | Kousuke Oono                                                    | 7 października 2019     |                                 | 9+                             | 14+                             | |
| Yona w blasku świtu | 暁のヨナ (Akatsuki no Yona) | Mizuho Kusanagi                                                 | 17 maja 2019            |                                 | 26+                            | 43+                             | |
| Zakazane śledztwa Rona Kamonohashiego | 鴨乃橋ロンの禁断推理 (Kamonohashi Ron no Kindan Suiri)                                                                                                 | Akira Amano                                                     | 3 listopada 2023        |                                 | 3+                             | 13+                             | pierwszy tom komiksu wydany w Polsce w ramach Jesiennego Festiwalu Mangowego 2023 |
| Zapiski zielarki | 薬屋のひとりごと (Kusuriya no Hitorigoto) | Natsu Hyūga                                                     | 24 maja 2021            |                                 | 10+                            | 13+                             | pierwszy tom komiksu wydany w Polsce w ramach Wiosennego Festiwalu Mangowego 2021 |
| Zew nocy | よふかしのうた (Yofukashi no Uta) | Kotoyama                                                        | 21 października 2022    |                                 | 8+                             | 20                              | pierwszy tom komiksu wydany w Polsce w ramach Jesiennego Festiwalu Mangowego 2022 |
| Znaki naszych uczuć | ゆびさきと恋々 (Yubisaki to Renren) | suu Morishita                                                   | 12 maja 2023            |                                 | 5+                             | 10+                             | pierwszy tom komiksu wydany w Polsce w ramach Wiosennego Festiwalu Mangowego 2023 |

#### Serie zakończone
| Polski tytuł                                                | Tytuł oryginału (japoński)                                                                                               | Autorzy | Data 1. wydania 1. tomu | Data 1. wydania ostatniego tomu | Liczba tomów wydanych w Polsce | Liczba tomów wydanych w Japonii | Uwagi |
| ----------------------------------------------------------- | --- | --- | ----------------------- | ------------------------------- | ------------------------------ | ------------------------------- | --- |
| 5 centymetrów na sekundę                                    | 秒速５センチメートル (Byōsoku 5 Centimeter)                                                                              | - ilustracje: Yukiko Seike, twórca oryginalny: Makoto Shinkai | 9 marca 2015            | 4 maja 2015                     | 2                              | 2                               | manga na podstawie filmu anime produkcji studia CoMix Wave o tym samym tytule. Za scenariusz odpowiada Makoto Shinkai                                |
| Absolutnie doskonały                                        | 絶対彼氏。(Zettai Kareshi.)                                                                                              | Yuu Watase | 6 maja 2022             | 15 maja 2023                    | 6                              | 6                               | |
| Ajin                                                        | 亜人 (Ajin) | scenariusz i rysunki: Gamon Sakurai scenariusz: Tsuina Miura (tom 1.) | 4 maja 2016             | 17 stycznia 2022                | 17                             | 17                              | |
| Alicja w Krainie Koniczyny – Walc Kota z Cheshire           | クローバーの国のアリス ～チェシャ猫とワルツ～ (Clover no Kuni no Alice: Cheshire Cat to Waltz)                           | Mamenosuke Fujimaru | 25 kwietnia 2016        | 2 października 2017             | 7                              | 7                               | |
| Alicja w Krainie Serc                                       | ハートの国のアリス～Wonderful Wonder World～ (Heart no Kuni no Alice: Wonderful Wonder World)                            | Soumei Hoshino | 9 grudnia 2011          | 31 stycznia 2013                | 6                              | 6                               | seria wycofana z rynku po zakończeniu umowy ze stroną japońską w związku z upadkiem jednego z licencjodawców                                         |
| Axis Powers Hetalia                                         | ヘタリア Axis Powers (Hetalia Axis Powers)                                                                               | Hidekazu Himaruya | 13 listopada 2009       | 24 marca 2014                   | 6                              | 6                               | |
| Bestia z ławki obok                                         | となりの怪物くん (Tonari no Kaibutsu-kun)                                                                                | Robico | 9 listopada 2015        | 31 października 2018            | 13                             | 13                              | |
| Beztroska kraina                                            | テンジュの国 (Tenju no Kuni)                                                                                             | Ichimon Izumi | 17 lipca 2020           | 20 września 2021                | 5                              | 5                               | wydanie w twardej oprawie |
| Blood Blockade Battlefront                                  | 血界戦線 (Kekkai Sensen)                                                                                                 | Yasuhiro Nightow | 8 listopada 2021        |                                 | 10                             | 10                              | seria zakończona w Japonii na 10 tomach |
| Carole & Tuesday                                            | キャロル＆チューズデイ (Carole & Tuesday)                                                                                | ilustracje: Morito Yamataka scenariusz: BONES, Shin'ichiro Watanabe | 6 maja 2021             | 10 września 2021                | 3                              | 3                               | manga na podstawie anime produkcji studia BONES o tym samym tytule pierwszy tom komiksu wydany w Polsce w ramach Wiosennego Festiwalu Mangowego 2021 |
| Danganronpa. Koszmar w Akademii Marzeń                      | ダンガンロンパ 希望の学園と絶望の高校生 The Animation (Danganronpa: Kibou no Gakuen to Zetsubō no Kōkōsei The Animation) | - ilustracje: Hajime Touya - pomysł oryginalny: Spike Chunsoft | 27 lutego 2019          | 3 września 2019                 | 4                              | 4                               | komiks na podstawie gry o tym samym tytule |
| Deadlock                                                    | DEADLOCK | - ilustracje: Yuu Takashina - scenariusz: Saki Aida | 15 listopada 2017       | 25 listopada 2021               | 4                              | 4                               | komiks 18+ seria na podstawie light novel tych samych autorów i o tym samym tytule                                                                   |
| Demon Maiden Zakuro                                         | おとめ妖怪ざくろ (Otome Yōkai Zakuro)                                                                                    | Lily Hoshino | 8 lutego 2012           |                                 | 10                             | 10                              | |
| Długo i szczęśliwie?!                                       | はぴまり 〜Happy Marriage!?〜 (Hapi Mari: Happy Marriage!?)                                                              | Maki Enjouji | 8 listopada 2021        |                                 | 10                             | 10                              | seria zakończona w Japonii na 10 tomach |
| Drug-On                                                     | DRUG-ON ドラゴン | Misaki Saitou | 22 grudnia 2011         | 25 lipca 2013                   | 5                              | 5                               | seria wycofana z rynku po wygaśnięciu umowy z wydawnictwem Gentōsha ze względu na niską sprzedaż                                                     |
| Dziecię słońca i deszczu                                    | 天気の子 (Tenki no Ko)                                                                                                   | - ilustracje: Watari Kubota - twórca oryginalny: Makoto Shinkai | 1 lipca 2021            | 1 lutego 2022                   | 3                              | 3                               | manga na podstawie filmu anime produkcji studia CoMix Wave o tym samym tytule. Za scenariusz odpowiada Makoto Shinkai                                |
| Dziewczynka w Krainie Przeklętych                           | とつくにの少女 (Totsukuni no Shōjo)                                                                                      | Nagabe | 28 kwietnia 2017        | 24 marca 2023                   | 11                             | 11                              | wydanie w twardej oprawie |
| Emma                                                        | エマ (Emma) | Kaoru Mori | 22 listopada 2013       | 9 października 2015             | 10                             | 10                              | |
| Erased – Miasto, z którego zniknąłem                        | 僕だけがいない街 (Boku dake ga Inai Machi)                                                                               | Kei Sanbe | 28 kwietnia 2017        | 25 czerwca 2021                 | 9                              | 9                               | |
| Fire Punch                                                  | ファイアパンチ (FIRE PUNCH)                                                                                              | Tatsuki Fujimoto | 26 września 2019        | 31 grudnia 2020                 | 8                              | 8                               | |
| Gdy zakwitnie w nas miłość                                  | やがて君になる (Yagate Kimi ni Naru)                                                                                     | Nio Nakatani | 25 stycznia 2019        | 31 sierpnia 2020                | 8                              | 8                               | |
| Gdy zakwitnie w nas miłość. ANTOLOGIA                       | やがて君になる 公式コミックアンソロジー (Yagate Kimi ni Naru Official Comic Anthology)                                   | tom 1: Kazuno Yuikawa, Fly, Yutaka Hiiragi, Canno, Chomoran, Okara Miyama, tMnR, Kazuno Yuikawa, Mekimeki, Aya Fumio, Yuuhara Moke, Hiroichi, Hachi Itou, Tachi, Yuriko Hara tom 2: Yutaka Hiiragi, fifu, Kumo Suzume, Yuuki Suzu, Yuhara Moke, Arima, Fuuka Sunohara, Yodokawa, Canno, sheepD, sometime, Musshu, Ueshimo, Nio Nakatani | 23 lipca 2021           | 17 marca 2022                   | 2                              | 2                               | zbiór spin-offów tworzonych przez różnych artystów do mangi Gdy zakwitnie w nas miłość autorstwa Nio Nakatani                                        |
| Girl Friends                                                | GIRL FRIENDS | Milk Morinaga | 17 października 2014    | 8 sierpnia 2015                 | 5                              | 5                               | |
| Girls und Panzer                                            | ガールズ & パンツァー (GIRLS und PANZER)                                                                                 | Ryouichi Saitaniya | 21 marca 2014           | 4 lutego 2015                   | 4                              | 4                               | |
| Golden Time                                                 | ゴールデンタイム (GOLDEN TIME)                                                                                           | Umechazuke | 8 kwietnia 2016         | 25 czerwca 2018                 | 9                              | 9                               | seria na podstawie light novel o tym samym tytule autorstwa Yuyuko Takemiyi                                                                          |
| Gorzki poranek                                              | 憂鬱な朝 (Yūutsu na Asa)                                                                                                 | Shoko Hidaka | 20 maja 2018            | 2 marca 2020                    | 8                              | 8                               | komiks 18+ |
| Haganai – Nie mam wielu przyjaciół                          | 僕は友達が少ない (Boku wa Tomodachi ga Sukunai)                                                                          | - ilustracje: Itachi - scenariusz: Yomi Hirasaka - projekty postaci: Buriki | 24 października 2014    | 29 sierpnia 2022                | 20                             | 20                              | manga na podstawie light novel o tym samym tytule autorstwa Yomi Hirasaki                                                                            |
| High School DxD                                             | ハイスクールD×D (Highschool DxD)                                                                                         | - ilustracje: Hiroji Mishima - scenariusz: Ichiei Ishibumi - projekty postaci: Miyama-Zero | 4 maja 2016             | 17 grudnia 2018                 | 11                             | 11                              | manga na podstawie light novel o tym samym tytule autorstwa Ichiei Ishibumiego komiks 18+ pod imprintem Osiem Macek                                  |
| Hiraeth. Na spotkanie śmierci                               | ヒラエスは旅路の果て (Hiraesu wa Tabiji no Hate)                                                                         | Yuhki Kamatani | 3 listopada 2023        |                                 | 3                              | 3                               | pierwszy tom komiksu wydany w Polsce w ramach Jesiennego Festiwalu Mangowego 2023                                                                    |
| Honda. Sprzedawcy kontra mangowcy                           | ガイコツ書店員本田さん (Gaikotsu Shotenin Honda-san)                                                                     | Honda | 30 grudnia 2019         | 12 lutego 2021                  | 4                              | 4                               | |
| Ilegenes: Ścieżki obsydianu                                 | イルゲネス ~黒耀の軌跡~ (Ilegenes: Kokuyō no Kiseki)                                                                     | Mizuna Kuwabara | 10 lipca 2015           | 18 marca 2016                   | 5                              | 5                               | |
| Im: Wielki Kapłan Imhotep                                   | Im～イム～ | Makoto Morishita | 17 lipca 2020           | 21 października 2022            | 11                             | 11                              | |
| Ja, Sakamoto                                                | 坂本ですが? (Sakamoto desu ga?)                                                                                          | Nami Sano | 28 kwietnia 2017        | 30 stycznia 2018                | 4                              | 4                               | |
| Jak leczyć magiczne stworzenia. Dziennik medycyny magicznej | わたしと先生の幻獣診療録 (Watashi to Sensei no Genjū Shinryōroku)                                                        | Kaziya | 27 sierpnia 2019        | 3 marca 2021                    | 5                              | 5                               | |
| Jak tropikalna rybka tęskniąca za śniegiem                  | 熱帯魚は雪に焦がれる (Nettaigyo wa Yuki ni Kogareru)                                                                     | Makoto Hagino | 27 kwietnia 2020        | 4 marca 2022                    | 9                              | 9                               | |
| Jak zostałam bóstwem!?                                      | 神様はじめました (Kamisama Hajimemashita)                                                                                | Julietta Suzuki | 24 kwietnia 2015        | 25 września 2020                | 25                             | 25                              | |
| Jego wilczy sekret                                          | 私のオオカミくん (Watashi no Ōkami-kun)                                                                                  | Yoko Nogiri | 20 grudnia 2019         | 19 sierpnia 2020                | 4                              | 4                               | |
| Klątwa Haru                                                 | 春の呪い (Haru no Noroi)                                                                                                 | Asuka Konishi | 23 października 2020    | 31 stycznia 2021                | 2                              | 2                               | |
| Kokoro Connect                                              | ココロコネクト (KOKORO CONNECT)                                                                                          | Sadanatsu Anda | 10 października 2013    | 24 listopada 2014               | 5                              | 5                               | |
| Kolory naszego życia                                        | 僕らの色彩 (Bokura no Shikisai)                                                                                          | Tagame Gengoroh | 31 lipca                | 28 listopada 2023               | 3                              | 3                               | |
| K-ON!                                                       | けいおん! (K-ON!) | Kakifly | 24 kwietnia 2015        | 29 lutego 2016                  | 4                              | 4                               | |
| Kroniki przystojnych samurajów                              | イケメン戦国~天下人の女になる気はないか~ (Ikemen Sengoku: Tenkabito no Onna ni Naru Ki wa Nai ka)                        | Mika Kajiyama | 6 maja 2022             | 30 listopada 2022               | 4                              | 4                               | manga na podstawie gry z gatunku otome z serii gier Ikemen Series, wydanej przez firmę Cybird w czerwcu 2015r.                                       |
| Książę Piekieł: Devils and Realist                          | 魔界王子 devils and realist (Makai Ōji: devils and realist)                                                              | - scenariusz: Madoka Takadono - rysunki: Utako Yukihiro | 17 czerwca 2014         | 2 października 2019             | 15                             | 15                              | |
| Log Horizon - West Wind Brigade                             | ログ・ホライズン 西風の旅団 (Log Horizon: Nishikaze no Ryodan)                                                           | - scenariusz: Mamare Touno - rysunki: Koyuki - projekty postaci: Kazuhiro Hara | 28 kwietnia 2017        | 13 września 2019                | 11                             | 11                              | komiks na podstawie light novel Log Horizon autorstwa Mamare Touno                                                                                   |
| Magiczny świat Ran                                          | 乱と灰色の世界 (Ran to Haiiro no Sekai)                                                                                  | Aki Irie | 17 lipca 2020           | 20 sierpnia 2021                | 4                              | 4                               | polskie wydanie ukazało się w dwóch wersjach: miękkiej i twardej oprawie                                                                             |
| Manhole                                                     | マンホール (MANHOLE) | Tetsuya Tsutsui | 28 kwietnia 2017        | 11 sierpnia 2017                | 2                              | 2                               | |
| Mąż mojego brata                                            | 弟の夫 (Otōto no Otto)                                                                                                   | Tagame Gengoroh | 23 października 2020    | 28 maja 2021                    | 4                              | 4                               | |
| Metamorfozy                                                 | メタモルフォーゼの縁側 (Metamorphose no Engawa)                                                                          | Kaori Tsurutani | 8 listopada 2021        | 21 października 2022            | 5                              | 5                               | |
| Miłość wśród kwiatów wiśni                                  | くちびるためいきさくらいろ (Kuchibiru Tameiki Sakura Iro)                                                                | Milk Morinaga | 10 listopada 2016       | 6 marca 2017                    | 2                              | 2                               | |
| Miłość, jenoty i inne kłopoty                               | 姫さま狸の恋算用 (Himesama Tanuki no Koizanyō)                                                                           | Mayu Minase | 23 grudnia 2016         | 15 maja 2020                    | 9                              | 9                               | |
| Mother's Spirit                                             | マザース・スピリット (Mother's Spirit)                                                                                   | Enzou | 28 kwietnia 2017        | 12 maja 2021                    | 2                              | 2                               | komiks 18+ |
| Mroczny grabarz Riddle                                      | 葬儀屋リドル (Sōgiya Riddle)                                                                                             | Higasa Akai | 4 grudnia 2017          | 18 lutego 2019                  | 8                              | 8                               | |
| Muzeum. Seryjny morderca śmieje się w deszczu               | ミュージアム (Myūjiamu)                                                                                                  | Ryousuke Tomoe | 3 listopada 2023        |                                 | 3                              | 3                               | pierwszy tom komiksu wydany w Polsce w ramach Jesiennego Festiwalu Mangowego 2023                                                                    |
| Niebieska flaga                                             | 青のフラッグ (Ao no Flag)                                                                                                | KAITO | 18 lutego 2022          | 18 maja 2023                    | 8                              | 8                               | |
| Nim odnalazła nas miłość                                    | いつか恋になるまで (Itsuka koi ni Naru made)                                                                             | Tomo Kurahashi | 30 listopada 2020       | 25 lutego 2021                  | 2                              | 2                               | komiks 18+ |
| No. 6                                                       | NO.6 [ナンバーシックス]                                                                                                  | - scenariusz: Atsuko Asano - rysunki: Hinoki Kino | 22 października 2014    | 29 czerwca 2016                 | 9                              | 9                               | |
| Odważ się kochać!                                           | 烏ヶ丘 Don't be shy!! (Karasugaoka Don't be shy!!)                                                                       | Aki Yukura | 15 maja 2020            | 30 września 2022                | 2                              | 2                               | |
| Oko Horusa. Kobieta, która została faraonem                 | 碧いホルスの瞳 -男装の女王の物語- (Aoi Horus no Hitomi: Dansoōno Joō no Monogatari)                                      | Chie Inudou | 14 września 2018        | 20 grudnia 2022                 | 9                              | 9                               | wydanie w twardej oprawie |
| Olimpos                                                     | オリンポス (Olimpos) | Aki | 27 maja 2014            | 10 sierpnia 2014                | 2                              | 2                               | |
| O mały wąs                                                  | 泣きたい私は猫をかぶる (Nakitai Watashi wa Neko o Kaburu)                                                                | Kyosuke Kuromaru | 20 grudnia 2022         | 25 kwietnia 2023                | 3                              | 3                               | komiksowa adaptacja filmu A Whisker Away |
| Pasożyt                                                     | 寄生獣 (Kiseijū) | Hitoshi Iwaaki | 8 listopada 2021        | 25 maja 2023                    | 8                              | 8                               | |
| Penguin Highway                                             | ペンギン・ハイウェイ (Penguin Highway)                                                                                   | - scenariusz: Tomihiko Morimi - rysunki: Keito Yano | 6 sierpnia 2021         | 18 marca 2022                   | 3                              | 3                               | |
| Podejrzane sekrety                                          | ノ・ゾ・キ・ア・ナ (No Zo Ki A Na)                                                                                       | Wakou Honna | 4 maja 2020             | 16 maja 2023                    | 13                             | 13                              | komiks 18+ pod imprintem Osiem Macek |
| Po deszczu                                                  | 恋は雨上がりのように (Koi wa Ameagari no yō ni)                                                                          | Jun Mayuzuki | 26 maja 2021            | 27 marca 2023                   | 10                             | 10                              | pierwszy tom komiksu wydany w Polsce w ramach Wiosennego Festiwalu Mangowego 2021                                                                    |
| Poison City                                                 | 有害都市 (Yūgai Toshi)                                                                                                   | Tetsuya Tsutsui | 21 września 2017        | 20 lutego 2018                  | 2                              | 2                               | |
| Pokój w kolorach szczęścia                                  | 幸色のワンルーム (Sachi-iro no One Room)                                                                                 | Hakuri | 26 kwietnia 2019        | 30 sierpnia 2023                | 11                             | 11                              | |
| Pokój w kolorach szczęścia. Genialny detektyw Matsubase     | 幸色のワンルーム 外伝 正壊の名探偵 (Sachi-iro no One Room Gaiden: Seikai No Meitantei)                                   | Hakuri | 28 września 2020        | 20 kwietnia 2023                | 4                              | 4                               | spin-off do serii Pokój w kolorach szczęścia |
| Prophecy                                                    | 予告犯 (Yokokuhan) | Tetsuya Tsutsui | 25 lipca 2013           | 6 lutego 2014                   | 3                              | 3                               | |
| Rappa                                                       | RAPPA -乱波- | - scenariusz: Hideyuki Kikuchi - rysunki: Kou Sasakura | 25 marca 2013           | 25 maja 2013                    | 2                              | 2                               | seria wycofana z rynku po wygaśnięciu umowy z wydawnictwem Gentōsha ze względu na niską sprzedaż                                                     |
| REverSAL                                                    | :REverSAL | Kemuri Karakara | 11 grudnia 2014         | 23 lutego 2015                  | 2                              | 2                               | |
| Spice and Wolf                                              | 狼と香辛料 (Ōkami to Koushinryō)                                                                                         | - scenariusz: Hasekura Isuna - rysunki: Keito Koume | 25 marca 2013           | 8 października 2018             | 16                             | 16                              | |
| Sposób na pięcioraczki                                      | 五等分の花嫁 (5-Tōbun no Hanayome)                                                                                       | Negi Haruba | 23 października 2020    | 30 czerwca 2023                 | 14                             | 14                              | |
| Sprzedałem swoje życie za 10 000 jenów rocznie              | 寿命を買い取ってもらった。一年につき、一万円で。(Jumyō wo Kaitotte Moratta. Ichinen ni Tsuki, Ichimanen de.)             | - scenariusz: Sugaru Miaki - rysunki: Shouichi Taguchi | 23 października 2020    | 28 marca 2021                   | 3                              | 3                               | |
| Stigmata                                                    | STIGMATA | Ya Sung Ko | 29 lipca 2012           | 24 listopada 2012               | 3                              | 3                               | |
| Ten przeklęty świat                                         | 誰かを呪わずにいられないこの世界で (Dareka wo Norawazu ni Irarenai Kono Sekai de)                                        | - scenariusz: Kensuke Koba - rysunki: Natsuko Uruma | 12 maja 2023            | 25 listopada 2023               | 4                              | 4                               | pierwszy tom komiksu wydany w Polsce w ramach Wiosennego Festiwalu Mangowego 2023                                                                    |
| Tokyo Toy Box                                               | 東京トイボックス (Tōkyō Toy Box)                                                                                         | - scenariusz: Takahiro Ozawa - rysunki: Asako Seo | 5 października 2011     | 13 lipca 2012                   | 2                              | 2                               | |
| twoje imię.                                                 | 君の名は。(Kimi no Na wa.)                                                                                               | - scenariusz: Makoto Shinkai - rysunki: Ranmaru Kotone | 12 grudnia 2017         | 20 kwietnia 2018                | 3                              | 3                               | manga na podstawie filmu anime produkcji studia CoMix Wave o tym samym tytule. Za scenariusz odpowiada Makoto Shinkai                                |
| Twoje kwietniowe kłamstwo                                   | 四月は君の嘘 (Shigatsu wa Kimi no Uso)                                                                                   | Naoshi Arakawa | 11 marca 2019           | 4 maja 2021                     | 11                             | 11                              | |
| Uśmiech Kanoko                                              | 笑うかのこ様 (Warau Kanoko-sama)                                                                                         | Ririko Tsujita | 17 lipca 2015           | 5 lutego 2016                   | 3                              | 3                               | |
| Vassalord                                                   | Vassalord. | Nanae Chrono | 23 lipca 2012           | 28 listopada 2013               | 7                              | 7                               | |
| Velvet Kiss                                                 | ベルベット・キス (Berubetto Kisu)                                                                                        | Chihiro Harumi | 22 września 2022        |                                 | 4                              | 4                               | komiks 18+ pod imprintem Osiem Macek |
| Voynich Hotel                                               | ヴォイニッチホテル (The Voynich Hotel)                                                                                   | Douman Seiman | 31 października 2018    | 4 marca 2019                    | 3                              | 3                               | |
| H.P. Lovecraft: W górach szaleństwa                         | 狂気の山脈にて ラヴクラフト傑作集 (Kyōki no Sanmyaku Nite Lovecraft Kessakushū)                                          | Gou Tanabe | 17 września 2018        | 27 lutego 2019                  | 2                              | 2                               | opowiadanie H.P. Lovecrafta w formie mangi zbiorcze wydanie 4w2 w twardej oprawie                                                                    |
| Wotakoi. Miłość jest trudna dla otaku                       | ヲタクに恋は難しい (Wotaku ni Koi wa Muzukashii)                                                                         | Fujita | 13 maja 2019            | 18 stycznia 2023                | 11                             | 11                              | |
| Zamek ptasiej klatki                                        | 鳥籠ノ番 (Torikago no Tsugai)                                                                                            | Toutarou Minami | 20 maja 2018            | 26 listopada 2018               | 4                              | 4                               | |

#### Wydania jednotomowe
| Polski tytuł                                             | Tytuł oryginału (japoński)                                                            | Autorzy                                                         | Data 1. wydania      | Uwagi |
| -------------------------------------------------------- | ------------------------------------------------------------------------------------- | --------------------------------------------------------------- | -------------------- | --- |
| Akihabara Fall in Love                                   | アキハバラフォーリンラブ (Akihabara Fall In Love)                                     | Chiaki Kashima                                                  | 28 lutego 2022       | |
| Croquis                                                  | クロッキー (CROQUIS)                                                                  | Hinako Takanaga                                                 | 14 lutego 2011       | |
| Dziennik pisany do samej siebie                          | 一人交換日記 (Hitori Kōkan Nikki)                                                     | Kabi Nagata                                                     | 9 sierpnia 2023      | sequel mangi Moje lesbijskie doświadczenia w walce z samotnością wydanie w twardej oprawie |
| Golden Sparkle                                           | ゴールデンスパークル (Gōruden Supākuru)                                               | Minta Suzumaru                                                  | 29 września 2022     | komiks 18+ |
| Heartless                                                | ハートレス (Hātoresu)                                                                 | Nishin Masumi                                                   | 2 lutego 2023        | komiks 18+ |
| H.P. Lovecraft: Kolor z innego wszechświata              | 異世界の色彩 ラヴクラフト傑作集 (Isekai no Shikisai Lovecraft Kessakushū)             | Gou Tanabe                                                      | 28 kwietnia 2017     | zbiór opowiadań H.P. Lovecrafta w formie mangi |
| H.P. Lovecraft: Nawiedziciel mroku                       | 闇に這う者 ラヴクラフト傑作集 (Yami ni Hau Mono Lovecraft Kessakushū)                 | Gou Tanabe                                                      | 21 września 2017     | opowiadanie H.P. Lovecrafta w formie mangi |
| H.P. Lovecraft: Ogar i inne opowiadania                  | 魔犬 ラヴクラフト傑作集 (Maken Lovecraft Kessakushū)                                  | Gou Tanabe                                                      | 2 października 2015  | zbiór opowiadań H.P. Lovecrafta w formie mangi |
| KOLEKCJA LOVECRAFTA: H.P. Lovecraft: Cień spoza czasu    | 時を超える影 (Toki wo Koeru Kage)                                                     | Gou Tanabe                                                      | 7 października 2023  | opowiadanie H.P. Lovecrafta w formie mangi i pierwszy tom z serii Kolekcja Lovecrafta wydanie w twardej oprawie |
| KOLEKCJA LOVECRAFTA: H.P. Lovecraft: W górach szaleństwa |                                                                                       | Gou Tanabe                                                      | 7 października 2023  | reedycja dwutomowego H.P. Lovecraft: W górach szaleństwa w formie omnibusa, a zarazem trzeci tom z serii Kolekcja Lovecrafta wydanie w twardej oprawie |
| KOLEKCJA LOVECRAFTA: H.P. Lovecraft: Zbiór opowiadań     |                                                                                       | Gou Tanabe                                                      | 7 października 2023  | reedycja w formie omnibusa, a zarazem drugi tom z serii Kolekcja Lovecrafta, która zawiera w sobie wydane w przeszłości: - H.P. Lovecraft: Ogar i inne opowiadania (2015) - H.P. Lovecraft: Kolor z innego wszechświata (2017) - H.P. Lovecraft: Nawiedziciel mroku (2017)wydanie w twardej oprawie |
| Kwiaty przykryte śniegiem                                | 雪の下のクオリア (Yuki no Shita no Qualia)                                            | Kanna Kii                                                       | 28 stycznia 2021     | |
| Liberty ★ Liberty!                                       | リバティ★リバティ！ (Ribati ★ Ribati!)                                                | Hinako Takanaga                                                 | 20 października 2010 | |
| Miłość doda ci skrzydeł                                  | 神様と飛べない使い (Kami-sama to Tobenai Tsukai)                                      | hagi                                                            | 22 maja 2020         | |
| Moje lesbijskie doświadczenia w walce z samotnością      | さびしすぎてレズ風俗に行きましたレポ (Sabishisugite Rezu Fuzoku ni Ikimashita Report) | Kabi Nagata                                                     | 26 kwietnia 2019     | komiks 18+ wydanie w twardej oprawie |
| My Broken Mariko                                         | マイ・ブロークン・マリコ (My Broken Mariko)                                           | Waka Hirako                                                     | 1 marca 2022         | |
| Nieznajomy na plaży                                      | 海辺のエトランゼ (Umibe no Étranger)                                                  | Kanna Kii                                                       | 20 maja 2018         | komiks 18+ |
| Ogród słów                                               | 言の葉の庭 (Kotonoha no Niwa)                                                         | - rysunki: Midori Motohashi - twórca oryginalny: Makoto Shinkai | 13 lutego 2019       | manga na podstawie filmu anime produkcji studia CoMix Wave o tym samym tytule. Za scenariusz odpowiada Makoto Shinkai |
| OPUS                                                     | オーパス (OPUS)                                                                       | Satoshi Kon                                                     | 20 września 2017     | wydanie w twardej oprawie |
| Narzeczony Vahlii                                        | ヴァーリアの花婿 (Vahlia no Hanamuko)                                                 | Sorata Akizuki                                                  | 28 maja 2020         | |
| Po burzy                                                 | 嵐のあと (Arashi no Ato)                                                              | Shoko Hidaka                                                    | 11 września 2017     | |
| Polife - Moje życie jako Japonki w Polsce                | Polife 日本人の私のポーランド生活体験記。                                             | Keiko Kikkawa                                                   | 10 marca 2018        | w formie zeszytu |
| Reset                                                    | RESET                                                                                 | Tetsuya Tsutsui                                                 | 28 kwietnia 2017     | |
| Rodzinka od zaraz                                        | 家族になろうよ (Kazoku ni Narō yo)                                                    | Tomo Kurahashi                                                  | 26 kwietnia 2019     | komiks 18+ |
| Rozmyty zmierzch                                         | 黄昏アウトフォーカス (Tasogare Outfocus)                                              | Janome                                                          | 17 lipca 2020        | komiks 18+ |
| Sick                                                     | sick                                                                                  | Tomo Kurahashi                                                  | 26 sierpnia 2019     | komiks 18+ |
| Smacznego! Kocham Cię!                                   | いただきます、ごちそうさま (Itadakimasu, Gochisōsama)                                 | Tomo Kurahashi                                                  | 28 grudnia 2017      | komiks 18+ |
| Szczęście w nieszczęściu                                 | 不幸中のしあわせ (Fukouchū no Shiawase)                                               | Enzou                                                           | 26 kwietnia 2021     | komiks 18+ |
| Ścieżki pierwszej miłości                                | 初恋のあとさき (Hatsukoi no Atosaki)                                                  | Shoko Hidaka                                                    | 2 lutego 2018        | komiks 18+ |
| The Innocent                                             | イノセント (INNOCENT)                                                                 | - scenariusz: Avi Arad - rysunki: Junichi Fujisaku              | 24 listopada 2011    | |
| Trigun                                                   | トライガン (TRIGUN)                                                                   | Yasuhiro Nightow                                                | 15 grudnia 2019      | wydanie 3w1 w twardej oprawie |
| Ty i Ja ETC.                                             | 僕らにまつわるエトセトラ (Bokura ni Matsuwaru etc.)                                   | Kyuugou                                                         | 8 lipca 2013         | |
| W pogoni za słońcem                                      | 向日性のとびら (Kōjitsusei no tobira)                                                 | SHOOWA                                                          | 7 kwietnia 2020      | komiks 18+ |
| W rytmie wieczoru i poranka                              | よるとあさの歌 (Yoru to Asa no Uta)                                                   | Harada                                                          | 3 stycznia 2020      | komiks 18+ |
| W rytmie wieczoru i poranka BIS!                         | よるとあさの歌 EC (Yoru to Asa no Uta EC)                                             | Harada                                                          | 10 marca 2021        | kontynuacja mangi W rytmie wieczoru i poranka komiks 18+ |
| Wspomnienia Emanon                                       | おもいでエマノン (Omoide Emanon)                                                      | - scenariusz: Shinji Kajio, rysunki: Kenji Tsuruta              | 30 września 2019     | wydanie w twardej oprawie |
| Zanim poznałem mojego męża                               | 僕が夫に出会うまで (Boku ga Otto ni Deau made)                                        | - scenariusz: Ryosuke Nanasaki - rysunki: Yoshi Tsukizuki       | 31 marca 2022        | |

#### Tytuły zawieszone
| Tytuł                                                                      | Autorzy                                             | Data 1. wydania 1. tomu | Data 1. wydania ostatniego tomu | Liczba tomów wydanych w Polsce | Liczba tomów wydanych w Japonii | Uwagi                                                                               |
| -------------------------------------------------------------------------- | --------------------------------------------------- | ----------------------- | ------------------------------- | ------------------------------ | ------------------------------- | ----------------------------------------------------------------------------------- |
| Boys of Summer                                                             | - scenariusz: Chuck Austen - rysunki: Hiroki Otsuka | 2010                    | 2010                            | 1                              | 3                               | Tytuł zawieszony w związku z upadkiem TokyoPop USA                                  |
| Giga Tokyo Toy Box (jap. 大東京トイボックス Dai tōkyō toi bokkusu)         | - scenariusz: Takahiro Ozawa - rysunki: Asako Seo   | 30 lipca 2014           | 20 czerwca 2016                 | 5                              | 10                              | W Polsce ukazało się 5 z 10 tomów wydanych w Japonii                                |
| Somali i Strażnik Lasu (jap. ソマリと森の神様 Somali to mori no kami-sama) | Yako Gureishi                                       | 29 kwietnia 2019        | 17 kwietnia 2020                | 6                              | 6                               | Publikacja serii została przerwana w Japonii ze względu na zły stan zdrowia autorki |

### Publikacje polskich twórców
| Tytuł                                      | Autor                 | Data 1. polskiego wydania | Liczba tomów / zeszytów | Uwagi                             |
| ------------------------------------------ | --------------------- | ------------------------- | ----------------------- | --------------------------------- |
| Akatsukiss                                 | Vanitachi             | grudzień 2007             | 6                       | Dōjinshi serii Naruto             |
| Chary Porter i sezon polowań na czarownice | Vanitachi             | grudzień 2007             | 1                       | Parodia Harry’ego Pottera         |
| Česary                                     | Hitohai               | lipiec 2007               | 2                       |                                   |
| Dead Not                                   | Vanitachi             | czerwiec 2008             | 1                       | Dōjinshi serii Death Note         |
| Helena Wiktoria                            | Katarzyna Witerscheim | 14 września 2018          | 3                       | twarda oprawa                     |
| Hentai: Pani Willi                         |                       | sierpień 2007             | 1                       | zeszyt A5                         |
| Hito Wieczny Tułacz: Wietnam               | Hitohai               | 13 kwietnia 2018          | 1                       |                                   |
| Labirynt dusz                              |                       | marzec 2008               | 2                       |                                   |
| Materia dziwactwa                          | Hitohai               | luty 2009                 | 1                       |                                   |
| Meago Saga                                 | Magdalena Kania       | sierpień 2007             | 2                       | zeszyty A5                        |
| Meago Saga Sketchbook                      | Magdalena Kania       | grudzień 2007             | 1                       | A4, album                         |
| Nearly                                     |                       | marzec 2008               | 1                       | Dōjinshi serii Death Note         |
| Notes                                      | Vanitachi             | kwiecień 2009             | 1                       | Dōjinshi serii Death Note         |
| Pola podbija podstawówkę                   | Vanitachi             | styczeń 2021              | 1                       |                                   |
| Trickster – DN Light x L fanbook           |                       | październik 2007          | 1                       | Dōjinshi serii Death Note, zeszyt |
| Undead Fairy Tales                         |                       | grudzień 2007             | 1                       | zeszyt A5                         |
| Wicked                                     |                       | październik 2007          | 1                       | zeszyt B5                         |
| Yondaime Gaiden                            |                       | czerwiec 2008             | 1                       | Dōjinshi serii Naruto             |
| Wolpertingermenschen                       | Hitohai               | styczeń 2016              | 1                       | układ oryginalny, jeden tom       |

### Powieści
- Trylogia Zniewolony książę (C. S. Pacat):
  - Zniewolony książę (2018)
  - Książęcy gambit (2019)
  - Narodziny królów (2019)

#### Light novel
- Log Horizon – light novel (2016)
- Toradora! – light novel (2016)
- twoje imię. – light novel (2017)

### Pozostałe publikacje
- Convention! – kolekcjonerska gra karciana, wydana w dwóch rodzajach jako zestaw startowy oraz dodatkowy
- Otaku – Magazyn o mandze i anime
- Otaku Max Manga – kwartalnik zawierający mangi w odcinkach
- Podstawy języka japońskiego – zeszyt
- Podstawy języka japońskiego – karty do nauki Hiragany
- Podstawy języka japońskiego – karty do nauki Katakany

#### Artbooki
- Antologia Polskiej Ilustracji Mangowej – artbook stanowiący przekrój polskiej sceny twórców mangowych
- Loveless – Your Eyes Only (2014)
- Hanako, duch ze szkolnej toalety ARTBOOK #1 (2021)
- Hanako, duch ze szkolnej toalety ARTBOOK #2 (2023)

#### Komiks zachodni
- Komiksy z serii Pora na przygodę:
  - Pora na przygodę! (2014)
  - Pora na przygodę!: Igrając z Ogniem (2015)
  - Pora na przygodę!: Królewny Pikseli (2015)
  - Pora na przygodę!: Słodkie opowiastki (2015)